# Tubulipora radicata
Tubulipora radicata är en mossdjursart som beskrevs av Canu och Bassler 1929. Tubulipora radicata ingår i släktet Tubulipora och familjen Tubuliporidae. Inga underarter finns listade i Catalogue of Life.